# Kim Da-som
Dans ce nom coréen, le nom de famille, Kim, précède le nom personnel.
Kim Da-som (coréen : 김다솜, née le 6 mai 1993), plus souvent créditée sous le nom de Dasom (coréen: 다솜) est une chanteuse, danseuse et actrice sud-coréenne. Elle est mieux connue pour faire partie du girl group sud-coréen, Sistar.

## Filmographie

### Film
| Année | Titre              | Rôle    | Note(s)        |
| ----- | ------------------ | ------- | -------------- |
| 2015  | Like a French Film | Gi Hong | Rôle principal |

### Dramas
| Année     | Titre                          | Rôle          | Note(s)         | Chaîne   |
| --------- | ------------------------------ | ------------- | --------------- | -------- |
| 2012      | Shut Up Family                 | Woo Da-yoon   | Rôle secondaire | KBS2     |
| 2013–2014 | Melody of Love                 | Gong Deul-im  | Rôle principal  | KBS1     |
| 2015      | The Eccentric Daughter-in-Law  | Oh In-young   | Rôle principal  | KBS2     |
| 2017      | Band of Sisters                | Yang Dal-hee  | Rôle principal  | SBS      |
| 2019      | The Last Empress               | Yang Dal-hee  | Apparition      | SBS      |
| 2019      | He Is Psychometric             | Eun Ji-soo    | Rôle principal  | tvN      |
| 2019      | Beautiful Love, Wonderful Life | une actrice   | Apparition      | KBS2     |
| 2020      | Was It Love?                   | Joo Ah-rin    | Rôle principal  | JTBC     |
| 2021      | Dramaworld                     | une detective | Apparition      | Lifetime |
| 2023      | Kokdu: Season of Deity         | Tae Jeong-won | Rôle principal  | MBC      |

### Émissions de télévision
| Année | Titre                | Rôle                 | Épisode       |
| ----- | -------------------- | -------------------- | ------------- |
| 2012  | Running Man          | Elle-même            | Ép. 95        |
| 2013  | Beauty and the Beast | Elle-même (Gagnante) | –             |
| 2013  | Idol Song Battle     | Elle-même            | –             |
| 2013  | Shinhwa Broadcast    | Elle-même            | Ép. 45, 46    |
| 2013  | Running Man          | Elle-même            | Ép. 162       |
| 2015  | Law of the Jungle    | Elle-même            | Ép. 163 - 170 |
| 2015  | My Little Television | hôte webdiffusion    | Ep. 9, 10     |
| 2016  | Talents for Sale     | Elle-même            | Ép. 7, 8      |
| 2016  | Knowing Bros         | Elle-même            | Ép. 32        |
| 2016  | Running Man          | Elle-même            | Ép. 307       |

### Présentation
| Année | Événement               | Date          |
| ----- | ----------------------- | ------------- |
| 2012  | Show! Music Core        | 4 août        |
| 2013  | 27th Golden Disk Awards | 15–16 janvier |
| 2013  | M! Countdown            | 7 février     |
| 2014  | Hallyu Dream Concert    | 28 septembre  |

### Apparitions dans des clips vidéos
| Année | Titre             | Artiste(s)        | Vidéo               |
| ----- | ----------------- | ----------------- | ------------------- |
| 2012  | "Rock Ur Body"    | VIXX              | CJENMMUSIC Official |
| 2012  | "Please Don't..." | K.Will            | starshipTV          |
| 2013  | "Love Blossom"    | K.Will            | starshipTV          |
| 2014  | "Some"            | Soyou & Jung GiGo | starshipTV          |

## Récompenses et nominations
| Année | Titre                                        | Catégorie                         | Travail nommé  | Résultat   |
| ----- | -------------------------------------------- | --------------------------------- | -------------- | ---------- |
| 2013  | KBS Drama Awards                             | Best New Actress                  | Melody of Love | Nomination |
| 2013  | KBS Drama Awards                             | Best Couple (avec Baek Sung-hyun) | Melody of Love | Nomination |
| 2014  | 50th Baeksang Arts Awards                    | Most Popular Actress (TV)         | Melody of Love | Nomination |
| 2014  | 7th Korea Drama Awards                       | Best New Actress                  | Melody of Love | Nomination |
| 2014  | 16th Seoul International Youth Film Festival | Best Young Actress                | Melody of Love | Nomination |
| 2014  | 3rd APAN Star Awards                         | Best New Actress                  | Melody of Love | Nomination |